# 4،2،1-ثلاثي ميثيل البنزين
4,2,1-ثلاثي ميثيل البنزين هو مركب عضوي هيدروكربوني عطري صيغته الكيميائية C9H12، ويوجد في الشروط القياسية على شكل سائل عديم اللون.
يعد هذا المركب أحد متصاوغات ثلاثي ميثيل البنزين، ويطلق عليه اسم الكومين الزائف.

## الوفرة والتحضير
يتوفر هذا المركب طبيعياً في قطران الفحم وفي النفط (حوالي 3%). يمكن أن يحضر المركب من إجراء تفاعل عدم تناسب على الزيلين بوجود كلوريد الألومنيوم (الألومينا).

## الخواص
يوجد هذا المركب في الشروط القياسية على شكل سائل عديم اللون غير قابل عملياً للانحلال في الماء، وهو قابل للاشتعال.

## الاستخدامات
يستخدم المركب مادة بادئة في عدد من الصناعات مثل صناعة الأصبغة والعطور والراتنجات. يستخدم 4,2,1-ثلاثي ميثيل البنزين المذاب في الزيت المعدني ومّاضاً في بعض التجارب الفيزيائية.